# De vreselijke bergreus
De vreselijke bergreus is een  stripverhaal uit de reeks van Jerom.

## Locaties
Dit verhaal speelt zich af op de volgende locaties:
- Oostenrijk, hotel, bergen, reddingspost, grot

## Personages
In dit verhaal spelen de volgende personages mee:
- Jerom, tante Sidonia, Odilon, waard, Frits (kok), twee bergbeklimmers, gasten, vrouw, zieke jongen, journalisten

## Het verhaal
Jerom, tante Sidonia en Odilon zijn op vakantie in Oostenrijk. Odilon spreekt met twee bergbeklimmers die hem vertellen dat een berg beklimmen te gevaarlijk voor kleine jongens is. Op de berg zien ze een enorme voetafdruk. Dan komt er een rots vrij en een van de bergbeklimmers raakt bekneld. Er wordt hulp ingeroepen, maar de enige piloot is ziek. De waard van het hotel vraagt of Jerom wil helpen en hij vliegt de bergen in. Hij redt de mannen en ze landen bij de reddingspost. Een van de alpinisten vertelt Jerom over de bergreus en Jerom belt dan met professor Barabas die vertelt dat de bergreus echt bestaat. De vrienden vliegen de volgende dag de bergen in en gaan te voet op zoek naar de bergreus. Ze kunnen aan een lawine ontsnappen en Jerom en tante Sidonia schuilen in een grot.
Als ze weer buiten komen, zien ze dat Odilon in een tent ligt. Hij weet niet meer wat er is gebeurd en die nacht houdt Jerom de wacht. Het voedsel is verdwenen en Jerom vindt sporen in de sneeuw. Jerom volgt de sporen en stuit op een vrouw die flauwvalt, ze wordt verzorgd in het kamp. Jerom en Odilon gaan nogmaals op zoek naar de bergreus en volgen de sporen. Odilon verdwijnt en Jerom gaat naar hem op zoek. Hij komt in een grot terecht en ziet dat Odilon daar verzorgd wordt door een jongen. Jerom ziet enorme schoenen en een enorm skelet en is ervan overtuigd dat de reus heeft bestaan. Jerom neemt beide jongens mee naar het kamp en de jongen herkent zijn moeder.
De vrouw komt bij en vertelt dat haar zoontje ontvoerd was door een adelaar. Er ging een expeditie op zoek naar de jongen, maar niemand kon hem vinden. Iedereen gaf de moed op en daarom ging de moeder zelf de bergen in om haar zoontje te zoeken. Het jongetje vertelt dat de adelaar hem heeft laten vallen en dat hij leefde van geitenmelk en wortelen. Ze brengen de jongen in het vliegtuig en vliegen terug naar het dorp. De vrienden worden door een menigte onthaald en iedereen is blij. Odilon laat de reusachtige schoenen van de reus zien en journalisten maken foto's en schrijven een verhaal.